# Hartleya inopinata
Hartleya inopinata är en järneksväxtart som beskrevs av Herman Otto Sleumer. Hartleya inopinata ingår i släktet Hartleya och familjen Stemonuraceae. Inga underarter finns listade i Catalogue of Life.